# 뜸부기속
뜸부기속은 모자반목 뜸부기과의 하위 분류이다.